# Abudefduf theresae
 Abudefduf theresae és una espècie de peix de mar de la família dels pomacèntrids i de l'ordre dels perciformes. Va ser descrit en una llacuna prop de Tautira a Tahití per Anthony Curtiss el 1938.